# 1147 dans les croisades

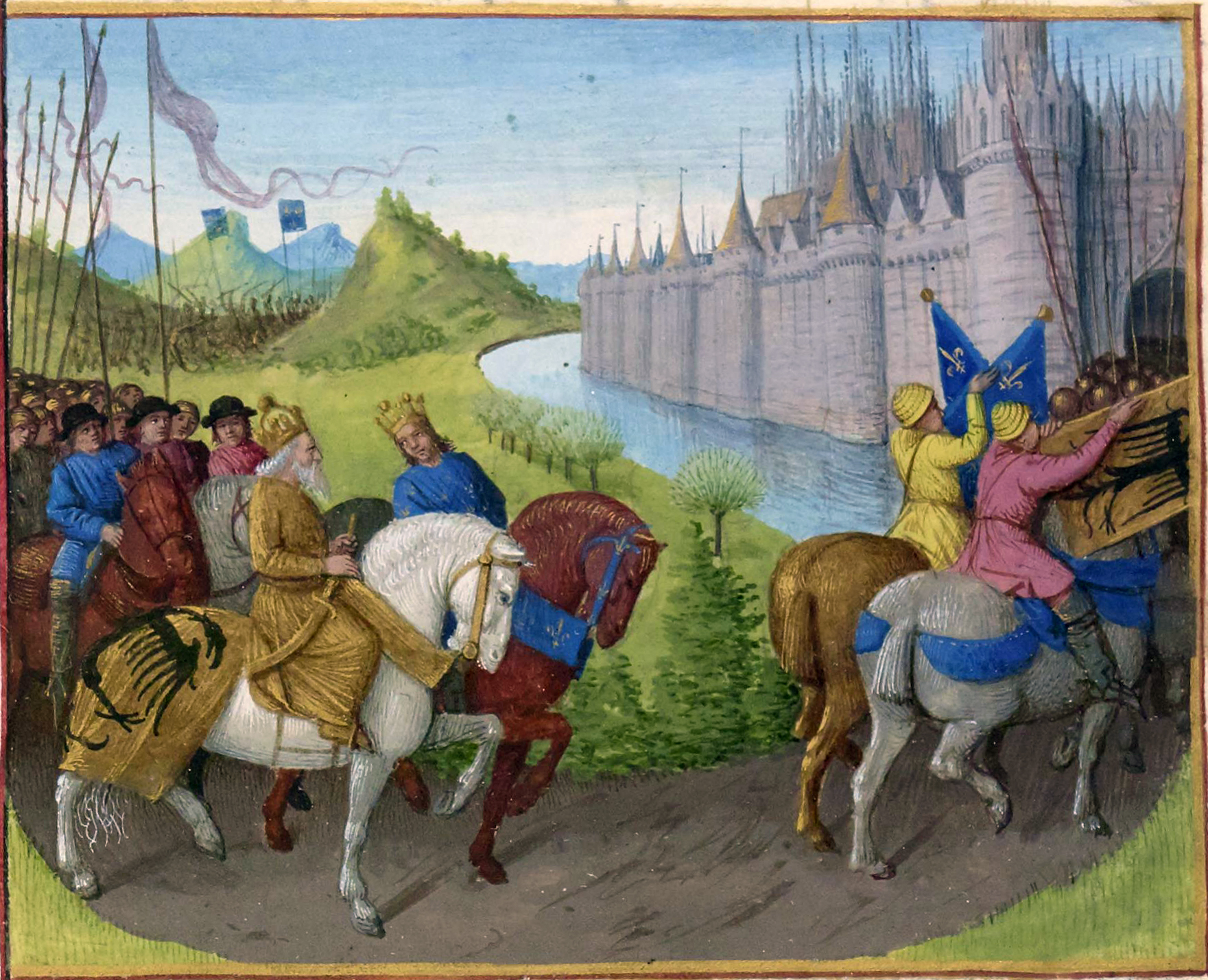
Arrivée de la seconde croisade à Constantinople

Cette page regroupe les évènements concernant les Croisades qui sont survenus en 1147 : 
- 13 avril : le pape Eugène III autorise la croisade contre les Wendes[1].
- mai : départ des croisés d'Occident[1].
- 10 septembre : l'armée de croisés dirigés par Conrad III arrive à Constantinople[2].
- 4 octobre : l'armée de croisés dirigés par Louis VII arrive à Constantinople[1].
- 17 octobre : Prise d'Almérie par les croisés (Reconquista)[1].
- 24 octobre : Prise de Lisbonne par les croisés (Reconquista)[1].
- 26 octobre : l'armée de Conrad III (seconde croisade) est anéantie en Anatolie à Dorylée par les Seldjoukides[2].
- Nur ad-Din prend Artâh à Raymond de Poitiers[2].